# Херонимо де Агилар
Херонимо де Агилар (шп. Gerónimo de Aguilar, 1489–1531), шпански фрањевац, један од првих преводилаца мајанског језика, истакао се у служби Ернана Кортеса током шпанског освајања Мексика (1519-1521).

## Биографија

### У индијанском ропству
Херонимо је као фрањевачки мисионар отишао у колонију Санта Марија ла Антигва дел Даријен 1510. године, али је потом, након што је избио спор међу вођама колоније, са 17 сапутника (15 мушкараца и две жене) 1511. кренуо бродом на Хиспањолу како би тамошњим властима предао краљевску петину злата сакупљеног у колонији (око 10-20.000 златника) и предао тужбе против неких вођа колоније. Они су доживели бродолом на обали Јамајке и пуне две недеље провели су у чамцу за спасавање, док их морска струја није избацила на обалу Јукатана, који је у то време био потпуно непознат Европљанима. Осморо је умрло од глади на мору, а преостале су заробиле и поделиле између себе поглавице локалних Маја. Неки су жртвовани, а неки, међу њима обе жене и Агилар, остављени су да живе као робови. До марта 1519. живео је у мајанском ропству на источној обали Јукатана, када га је пронашла и откупила експедиција Ернана Кортеса, која је у то време заузела острво Козумел.
По меморарима Бернала Дијаза дел Кастиља, Агилара су почетком марта 1519. по Кортесовом наређењу пронашли и за неколико стаклених перли откупили Индијанци са острва Козумел. Када се срео са сународницима, ни по чему се није разликовао од других Индијанаца: био је го и бос, изузев отрцане прегаче и старог индијанског огртача, у коме је носио свој молитвеник, а шпански је говорио споро и неразумљиво. Испричао је Кортесу да је пре 8 година страдао у бродолому са капетаном Енцисом и Валдивијом на путу из Даријена у Санто Доминго. О свом животу код Индијанаца испричао је да је прво требало да буде жртвован, али је побегао другом поглавици, који га је узео за роба, где је од јутра до мрака служио у селу, вукући дрва и воду и копајући кукуруз. Околна земља била му је непозната, пошто се никада није удаљио више од 4 сата хода од села у коме је био роб. О својим сапутницима рекао је да су неки жртвовани, а неки умрли од болести и претераног рада, укључујући и обе жене, које су до скоро живеле као робиње. По његовом знању, остали су живи само он и Гонзало Гереро, морнар из Палоса.

### Као Кортесов преводилац
Током година заточеништва научио је језик Маја и Кортес га је пповео са собом као преводиоца. Захваљујући Агилару склопљен је мир између Кортеса и становника Потончана, који су признали шпанску власт после битке код Сентле (1519). Након ступања у контакт са народима који су говорили наватл (Астеци и Тласкаланци), Агилар је у почетку служио као посредник између Кортеса и Марине, која је знала мајански и наватл, све док она није научила шпански.

## У популарној култури
Агилар се појављује као мањи протагониста у шпанским серијама Конквистадори: Авантура (2017) и Ернан (2021).